# Medaille für Verdienste um die Bayerische Justiz
Die Medaille für Verdienste um die Bayerische Justiz ist eine Auszeichnung des Bayerischen Staatsministeriums der Justiz, die seit 2001 an Personen oder Vereinigungen verliehen wird, die sich um die Justiz verdient gemacht haben. Sie wurde durch den damaligen bayerischen Justizminister Manfred Weiß gestiftet und wird in der Regel pro Jahr höchstens 20-mal vergeben.
Die Medaille hat einen Durchmesser von 40 mm, besteht aus Silber und zeigt auf der Vorderseite Justitia mit Waage und Schwert mit der Umschrift „Für besondere Verdienste um die Bayerische Justiz“ und auf der Rückseite das große bayerische Staatswappen mit der Umschrift „Bayerisches Staatsministerium der Justiz“. Sie wird begleitet mit einer Urkunde und einer Anstecknadel mit einer Abbildung der Justitia.
Die Medaille für Verdienste um die Bayerische Justiz ist kein Orden oder Ehrenzeichen im Sinne des Art. 118 Abs. 5 der Verfassung des Freistaates Bayern und ist nicht zum Tragen in der Öffentlichkeit bestimmt.